# Харашк
Харашк (перс. خرشك) — село в Ірані, у дегестані Рахматабад, у бахші Рахматабад-о-Блукат, шагрестані Рудбар остану Ґілян. За даними перепису 2006 року, його населення становило 124 особи, що проживали у складі 43 сімей.

## Клімат
Середня річна температура становить 15,03°C, середня максимальна – 29,10°C, а середня мінімальна – -0,43°C. Середня річна кількість опадів – 798 мм.
| Клімат поселення                              | Клімат поселення | Клімат поселення | Клімат поселення | Клімат поселення | Клімат поселення | Клімат поселення | Клімат поселення | Клімат поселення | Клімат поселення | Клімат поселення | Клімат поселення | Клімат поселення | Клімат поселення |
| Показник                                      | Січ.             | Лют.             | Бер.             | Квіт.            | Трав.            | Черв.            | Лип.             | Серп.            | Вер.             | Жовт.            | Лист.            | Груд.            |                  |
| Середній максимум, °C                         | 10,93            | 11,02            | 13,91            | 19,76            | 23,23            | 27,44            | 28,94            | 29,10            | 25,69            | 21,80            | 17,12            | 12,72            |                  |
| Середня температура, °C                       | 5,24             | 5,35             | 8,24             | 14,09            | 17,56            | 21,78            | 24,39            | 24,55            | 21,14            | 17,24            | 12,56            | 8,18             |                  |
| Середній мінімум, °C                          | −0,43            | −0,32            | 2,57             | 8,43             | 11,91            | 16,10            | 19,83            | 20,00            | 16,60            | 12,68            | 8,00             | 3,62             |                  |
| Норма опадів, мм                              | 83               | 69               | 75               | 54               | 37               | 23               | 19               | 35               | 69               | 107              | 104              | 123              |                  |
| Середньомісячна швидкість вітру, м/с          | 2.29             | 2.60             | 2.50             | 2.44             | 2.35             | 2.57             | 2.52             | 2.30             | 2.18             | 1.83             | 1.99             | 2.20             |                  |
| Середньомісячна сонячна радіація, кДж/м²·день | 7211             | 9454             | 11501            | 15992            | 20192            | 22405            | 22788            | 19580            | 16393            | 11543            | 8947             | 6933             |                  |
| --------------------------------------------- | ---------------- | ---------------- | ---------------- | ---------------- | ---------------- | ---------------- | ---------------- | ---------------- | ---------------- | ---------------- | ---------------- | ---------------- | ---------------- |
| Джерело:                                      |                  |                  |                  |                  |                  |                  |                  |                  |                  |                  |                  |                  |                  |